# ژان دکوکس
ژان دکوکس (انگلیسی: Jean Decoux; ۵ مهٔ ۱۸۸۴ – ۲۱ اکتبر ۱۹۶۳) فرد نظامی اهل فرانسه بود.
وی همچنین برندهٔ جوایزی همچون لژیون دونور (افسر بزرگ) شده‌است.